# Lucio Romano
Lucio Romano (Aversa, 9 gennaio 1955) è un medico e politico italiano.
È docente di Bioetica presso la Pontificia facoltà teologica dell’Italia meridionale di Napoli nella Sezione San Tommaso e componente Comitato Scientifico "Centro Interuniversitario di Ricerca Bioetica" - CIRB. È stato membro del Comitato nazionale per la bioetica presso la Presidenza del Consiglio dei ministri dal 2018 al 2022 e senatore della Repubblica nella XVII Legislatura eletto nella lista Con Monti per l'Italia.

## Biografia
Si è laureato in Medicina e Chirurgia presso l'Università degli Studi di Napoli Federico II e poi si è specializzato, presso la medesima Università, sia in Ginecologia e Ostetricia che in Fisiopatologia della Riproduzione Umana ed Educazione Demografica.
Ha svolto, dal 1981 al 1990, attività di ricerca presso il Consiglio Nazionale delle Ricerche nel Settore Medicina Sperimentale.
Ha conseguito il dottorato di ricerca in Bioetica presso l’Università Cattolica del Sacro Cuore di Roma e poi, presso la medesima Università, si è perfezionato in Bioetica con indirizzo didattico-filosofico. Ha, inoltre, conseguito il Master in Bioetica presso la Pontificia Università Lateranense di Roma.
Ha svolto l’attività di medico e docente universitario in ginecologia, ostetricia e bioetica presso l’Azienda Ospedaliera Universitaria Federico II di Napoli.
È docente di Bioetica presso la Pontificia facoltà teologica dell’Italia meridionale di Napoli nella Sezione San Tommaso.
È stato membro del Comitato nazionale per la bioetica presso la Presidenza del Consiglio dei Ministri, dal 2018 al 2022.
È componente del Comitato Scientifico del Centro Interuniversitario di Ricerca Bioetica dell’Università degli Studi di Napoli Federico II.
È coordinatore dell'Osservatorio di Bioetica dell'Arcidiocesi di Napoli.
Ha fatto parte di vari Comitati Etici, tra cui: Comitato Etico Azienda Ospedaliera Universitaria Policlinico Tor Vergata, Roma; Comitato Etico Azienda Ospedaliera “S. Anna e S. Sebastiano”, Caserta; Comitato Etico A.O.R.N. Santobono Pausilipon, Napoli.
Per quanto riguarda l’attività associativa: è stato vicepresidente nazionale del Movimento per la Vita e Consigliere nazionale dell’Associazione Medici Cattolici Italiani; dal 2009 al 2012 presidente nazionale dell'Associazione Scienza & Vita.
È presidente del Movimento culturale e politico “Comunità Solidale”. Ha collaborato con il quotidiano “Il Mattino” occupandosi della pagina scientifica. È blogger dell'HuffPost. Archiviato il 9 febbraio 2021 in Internet Archive.

### Elezione a senatore
Alle elezioni politiche 2013 si candida per il Senato nella circoscrizione Campania nella lista Con Monti per l'Italia ed è eletto Senatore della Repubblica. Presidente del Gruppo parlamentare “Scelta Civica” e, poi, “Per L’Italia”. Per quanto riguarda le Commissioni parlamentari, ha ricoperto il ruolo di Vicepresidente della 14ª Commissione Politiche dell’Unione Europea e membro delle Commissioni 1a Affari Costituzionali, 12a Igiene e Sanità, Commissione straordinaria Diritti Umani e Commissione straordinaria infortuni sul lavoro e malattie professionali.
Di particolare rilievo è l’Indagine conoscitiva del Senato della Repubblica - della quale è stato promotore e relatore -  su “Inquinamento ambientale, tumori, malformazioni feto-neonatali ed epigenetica” nella Terra dei fuochi. È, infatti, la prima indagine che il Parlamento italiano ha svolto sul tema ed è stata approvata all’unanimità dai senatori della 12ª Commissione Igiene e Sanità.

## Opere
Autore di articoli e libri su temi di ginecologia e ostetricia, bioetica e biopolitica. Tra questi, in particolare:
- Tecnica e procreazione. Rubbettino, 2005;
- RU486. Dall’aborto chimico alla contraccezione d’emergenza. ART, 2008;
- Introduzione alla bioetica. Ed. Camilliane, 2008;
- La fecondazione medicalmente assistita: aspetti bioetici e biopolitici. Ed. Camilliane, 2008;
- ll principio autonomia nel curare e prendersi cura. Ed. Camilliane, 2008;
- Il neonato anencefalico: riflessioni bioetiche. Ed. Camilliane, 2008;
- Prudenza, responsabilità, precauzione nella contraccezione di emergenza con RU486. IF Press, 2008;
- Bioetica e sessualità umana: aspetti etici. Firenze, 2010;
- Contraccezione abortiva di emergenza e contragestativi. Aspetti biomedici. IF Press, 2010;
- Scritti in onore di Elio Sgreccia. Cantagalli, 2012;
- Autonomia e medicina: tutti sconfitti? Cantagalli, 2012;
- Non resistere, non desistere. Rubbettino, 2013;
- Aborto y anticoncepcion de emergencia: aspectos antropologicos, eticos y juridicos. Pontificia Universidad Catolica de Chile, Universidad Tecnica Particular De Loja, 2013;
- Bioetica e cura. Centro Interuniversitario Ricerca Bioetica, Mimesis Ed. 2014;
- Il futuro dei libri. Biblioteca del Senato "G. Spadolini", Senato della Repubblica, 2015 - 2016;
- Scienza e umanesimo: un’alleanza? Biblioteca del Senato "G. Spadolini", Senato della Repubblica, 2017;
- L'uomo e la ricerca della felicità. Biblioteca del Senato "G. Spadolini", Senato della Repubblica, 2018;
- Sentinelle e profeti sulle strade di don Peppe Diana. Il pozzo di Giacobbe, 2019;
- Cammini. Il caso e la necessità. Covid-19, la (prima?) pandemia del terzo millennio. Key, 2020;
- Parlare di morte per ragionare di vita. Cantagalli, 2020;
- Testimonianze in ricordo di Sergio Zavoli. Biblioteca del Senato "G. Spadolini", Senato della Repubblica, 2021
- Un mondo aperto per una buona politica. Sulla Lettera enciclica Fratelli Tutti. Cantagalli, 2021